# 鯨捕りの海
『鯨捕りの海』（くじらとりのうみ）は、1998年に公開された日本映画。梅川俊明の初監督作品。シグロが製作・配給した。当時の捕鯨の長編記録映画で、和歌山県の太地のゴンドウクジラ漁、北太平洋のミンククジラ調査捕鯨と鯨の解体、ノルウェーの捕鯨事情、千葉県の和田浦のツチクジラ漁を詳しく取材し、誇りを持って漁に励む男たちの姿を映し出したドキュメンタリー作品。キネマ旬報文化映画10位。また、2010年には、映画『ザ・コーヴ』が一方的な内容であるため、より深く理解する一助として、日本では『鯨捕りの海』を再上映する映画館もあった。

## 映画の製作
『鯨捕りの海』は企画から2年をかけて製作された。1997年に撮影スタッフは捕鯨船に乗船し、半年間、捕鯨の現場を撮影している。撮影したフィルムは32時間となった。また、映画はドキュメンタリーのため、（あらかじめ）「用意されたストーリーはない」と断り書きがなされている。
監督の梅川俊明は福島県の元漁師の家の生まれであり、『橋のない川』、『あらかわ』、『もうひとつの人生』、『絵の中のぼくの村』などで助監督を務めている。今回、『鯨捕りの海』の監督に抜擢され、これが初監督作品となった。

## あらすじ

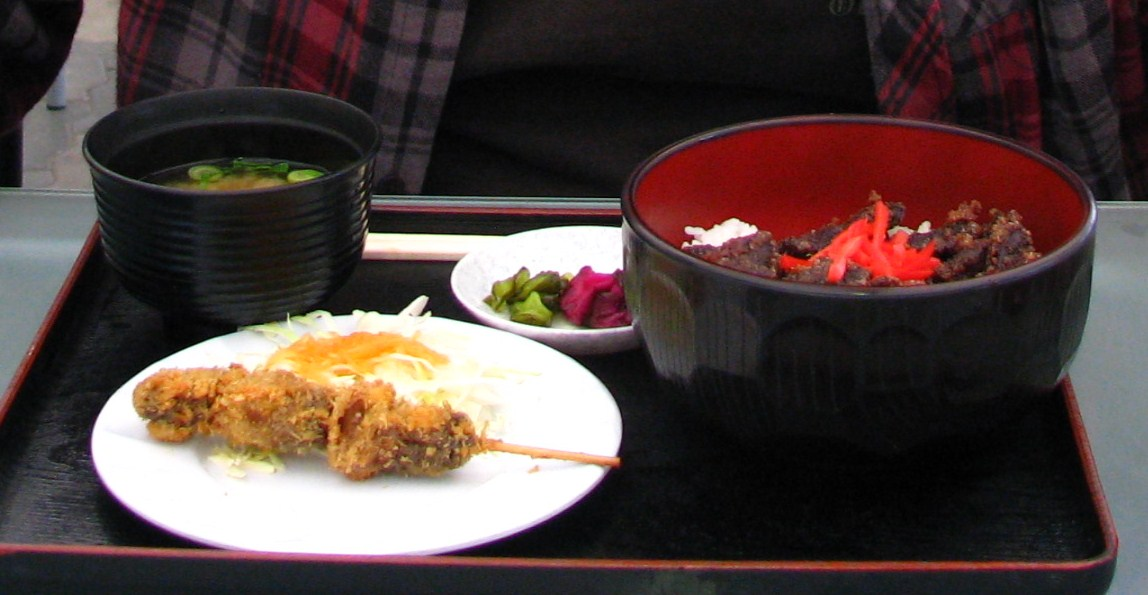
伝統的に、和歌山県の太地町ではゴンドウクジラを食材とする。画像はくじら丼と、鯨カツの串がある定食。

### 解説
『鯨捕りの海』は、日本の沿岸小型捕鯨を中心に、北太平洋でのミンククジラの捕獲調査やノルウェーの捕鯨をも正確に記録した長篇ドキュメンタリーであり、日本における捕鯨の現状を正確に伝えることが目的である。映画は、伝統的な捕鯨技術を通して日本人の食文化の本質に迫ったものとなった。
映画の舞台は4か所で、和歌山県東牟婁郡太地町、西北太平洋（宮城と北海道）、ノルウェーのロフォーテン諸島、千葉県の和田浦（旧・和田町 / 現・南房総市）である。
映画の展開は、伝統的な捕鯨基地である和歌山県の太地町で、第三十一純友丸（すみともまる）によるゴンドウクジラ漁が最初に取り上げられ、次いで、北太平洋での調査捕鯨と鯨の解体が続き、更に舞台はノルウェーの捕鯨業に飛び、そこでのエコテロリストの問題に触れ、そして再び第三十一純友丸が登場し、今度は千葉県の和田浦でツチクジラを捕るという展開となっている。

### 映画の流れ

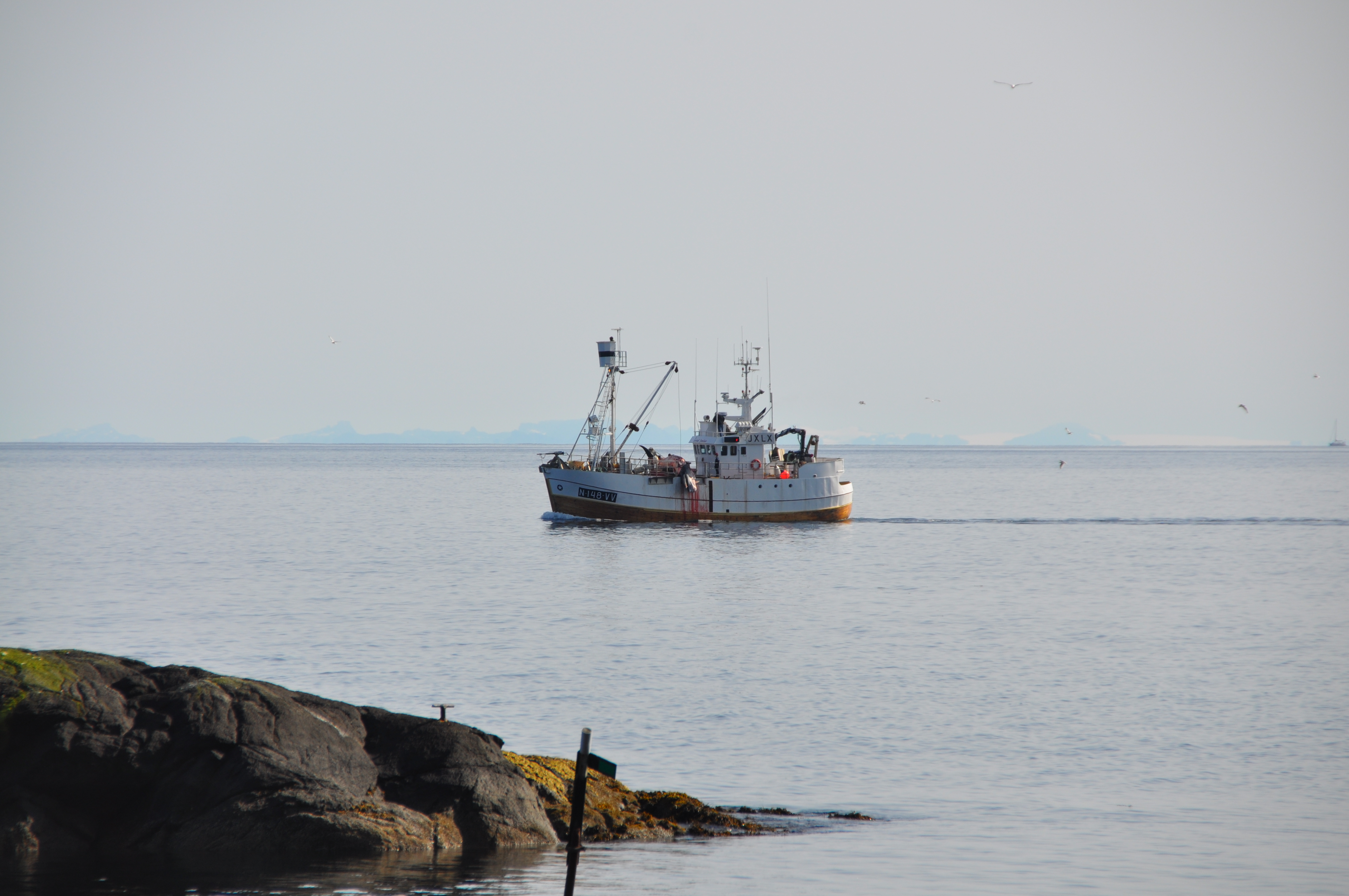
ミンククジラを捕えた捕鯨船（ロフォーテン諸島）

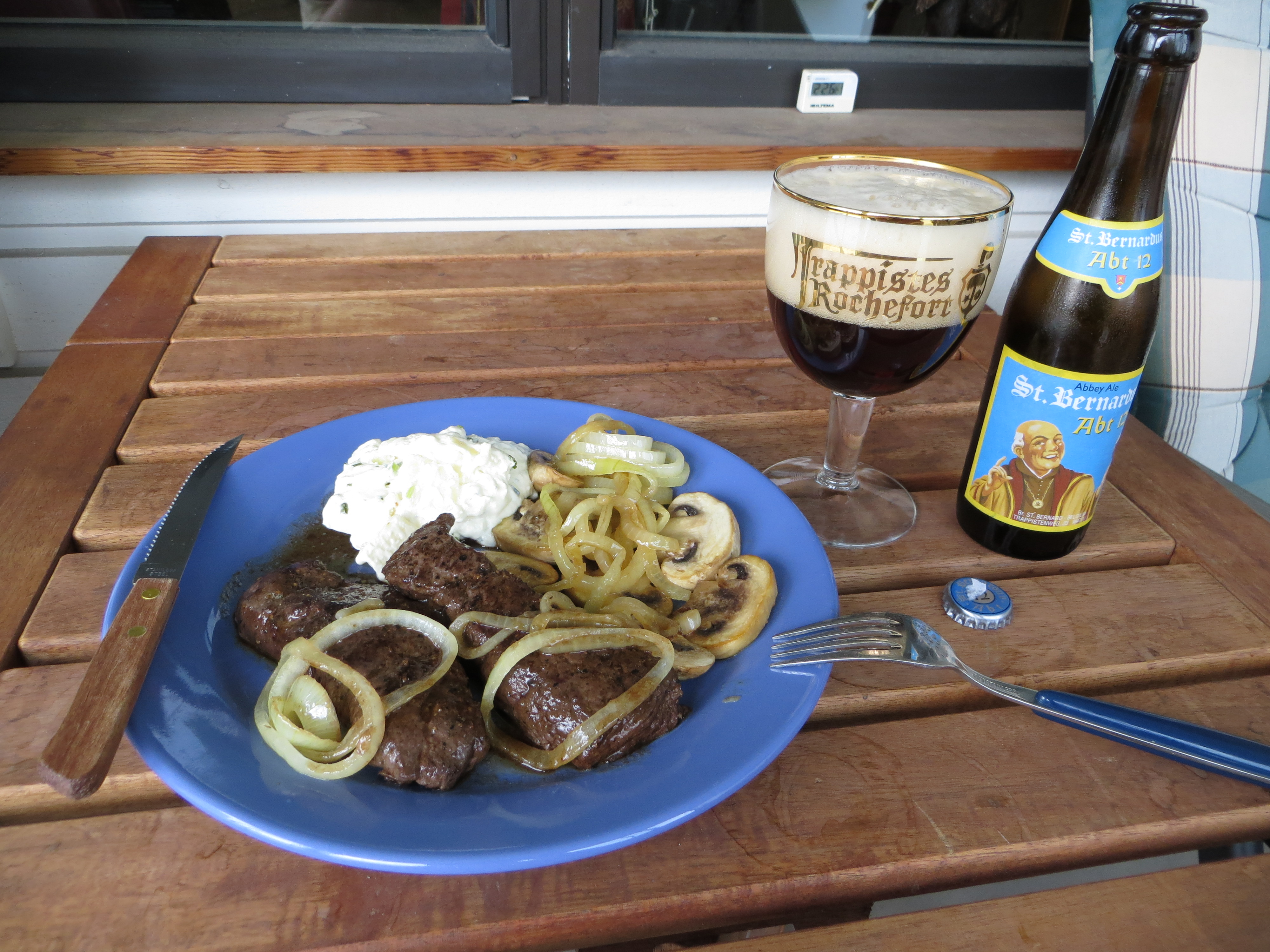
ノルウェーではミンククジラ肉をステーキで食す。

和歌山県の太地町は古くから捕鯨の町として栄えてきた捕鯨基地で、その沖には、黒潮に乗ってゴンドウクジラがやってくる。和歌山県でのゴンドウクジラ漁は例年5月1日に解禁されるので、その日になると、第三十一純友丸はゴンドウクジラを捕るために出漁する。第三十一純友丸は捕鯨砲の砲手をはじめ6名の鯨捕り（捕鯨船員）が乗船する。ゴンドウクジラ漁の漁期は10月までで、それまで船員は海の上で共同生活を送る。捕鯨は危険が伴う作業であるため、6人のチームワークは緊張に満ちる。その鯨捕りは誇り高く、その顔は神聖にさえ見えた。
6月1日には、北太平洋でのミンククジラの捕獲調査があり、撮影隊も同行した。船は宮城県の港町を出港した。キャッチャーボートで行う捕獲作業や、母船にて捕れたクジラの科学的調査を行う現場とともに、母船での鯨の解体作業も行われた。クジラの解体技術は、江戸時代の沿岸捕鯨から商業捕鯨にいたるまで培われており、見事な職人技である。大きなクジラ包丁を手にしたベテランの包丁方の手慣れた、鮮やかな包丁さばきの技術で、クジラはすばやく解体されていき、区分けされていく。殺生（命を戴く）と言う食の本質がそこから垣間見えるシーンであった。
ノルウェーのロフォーテン諸島で、北海でのミンククジラ漁が解禁された。砲手は出漁前のフィヨルドの入り江で捕鯨砲を試し撃ちした。ノルウェーでは反捕鯨運動が過激化して様々な妨害が有り、親子代々の鯨捕りは生活を奪われている実情が語られた。ロフォーテン諸島では捕鯨は伝統文化であり、またミンククジラなどの鯨肉は貴重なタンパク源にもなっていた。
夏になると、千葉県の和田浦でツチクジラ漁が解禁となるので、それに合わせて第三十一純友丸は漁場を移動していた。ツチクジラは小型鯨類とはいえ10メートルを超える体長がある。捕鯨船は50ミリ砲の一番銛でクジラを射止めると、慎重に二番銛で止めを刺して仕留める。確実に止めを刺すのは、そうしなければ、引き寄せた際に鯨が大暴れをすることがあるため。捕鯨とは、海の狩猟だと思わせる瞬間だ。そして、砲手は、捕鯨を通して命の尊厳を静かに語った。
上記のように語る第三十一純友丸の砲手は、鯨の供養のために小さな仏像をいつも身につけていた。昔ながらの伝統的な生活と、都会から聞こえる「かわいそう」という一方的な声の狭間で、海の男たちは生きていくしかないのである。そして第三十一純友丸は、今季の捕獲枠（国による捕獲の制限頭数のこと）の最後の一頭分となるツチクジラを求めて、夜明けとともに再び大海原に出漁したのだった。

## 意見
監督の梅川俊明は、映画の撮影前、捕鯨の雰囲気について、ハーマン・メルヴィルの小説『白鯨』のエイハブ船長のような、髪の毛が逆立ち、過度に興奮した男たちを、自身の子供の頃のイメージのままに想像していた。ところが、実際に捕鯨船で取材をしてみると、乗員はクジラを発見しても落ち着き払い、捕獲のためにてきぱきと行動し、そして、船員らは数珠や小さな仏像を捕鯨船に持ち込んでいた。梅川は、クジラの命を貰うことで自分の人生があるという考え方の人たちを、自身の狭い視野（いわゆる偏見）によって全く別のものと認識していたことについて「イメージの呪縛」と反省した。
他のインタビューで、梅川は、「私は人間が他の生き物を殺して食べることなしに生きてゆけないことをあらためて思い、捕鯨の仕事に従事する鯨捕りにこそ、生命の尊厳が宿っていると確信した」と語り、欧米から押し付けられた捕鯨禁止を理不尽なものとしてとらえた。更に別のインタビューでは、梅川は、捕鯨は素晴らしい労働であることや、クジラの資源状態を調べて絶滅させないように捕鯨が行われていると述べた上で、「だからといって「クジラは捕ってもいいんだ」という映画にもしたくなかった」と述べ、白か黒かではなく、他国の人には様々な価値観が有り、お互いに価値観を認め合い、共に生きて行けるように映画をきっかけに考える事が出来たらよい（価値観の多様性）と主張した。

### 公開当時

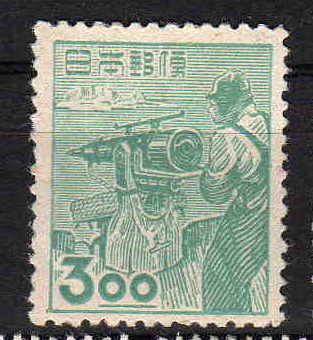
捕鯨船の砲手は、鯨捕りの町ではあこがれの職業だった。

映画批評家の服部弘一郎は、『鯨捕りの海』に登場した幾人かの捕鯨船の引退した元砲手らが「捕鯨の話をするときの表情は生き生きと輝き、捕鯨禁止措置について話が及ぶと、その表情がみるみる曇ってしまう」のが印象的だと語り、自らの意志ではなく、国際捕鯨委員会の捕鯨禁止（商業捕鯨モラトリアム）によって仕事を奪われ、二度と職場に戻れない砲手たちに同情した。また、この問題は労働問題でもあり、捕鯨の禁止によって労働者が雇用を奪われたと解釈する労働系の新聞は、『鯨捕りの海』に登場した元砲手が「欧米の主張はなんの根拠もない感情的なものだ。二十頭の群れであっても実際に捕ることができるのは一頭だけ。ミンク鯨は確実に増えている。欧米の主張を受け入れたために、大勢の鯨捕りが生活の場を奪われた」と（労働者として）怒ったことを記事に書いている。
更に、服部は、『鯨捕りの海』はクジラと人間のかかわりがテーマだと考え、また、「大型捕鯨船を使った商用捕鯨は禁止されたものの、そのノウハウを使った調査捕鯨は現在も行われている。それを「実質的な商用捕鯨の隠れ蓑」と評する人々も世界中に数多くいる。しかしこの映画を観れば、そうした批判がいかに的外れなものであるかがよくわかるはずだ。」と述べ、調査捕鯨で仕留めたクジラの体の部位のすみずみまできちんと利用する日本の捕鯨文化では、調査のサンプルの残りを有効に活用することができる文化だと映画は示したと解釈した。

### 評価
『鯨捕りの海』は、1998年2月に開かれたベルリン国際映画祭のフィルムマーケットで試写し、海外映画祭からも多数の招待を受けた。また、『鯨捕りの海』は芸術文化振興基金助成映画に認定され、1998年度キネマ旬報文化映画ベスト・テン第10位の作品となり、日本の文部科学省の教育映像等審査制度で選定されている。更に、『鯨捕りの海』の録音を担当した録音技師の弦巻裕は、映画技術協会の第52回（1998年度）日本映画技術賞を獲得した。

### 2010年
2010年、日本の捕鯨を批判的に描いた映画『ザ・コーヴ』による日本での騒動により、『鯨捕りの海』は再び脚光を浴びる。映画監督で映像ジャーナリストの綿井健陽は、『鯨捕りの海』と『捕鯨に生きる』（※後述）は、日本人と鯨との歴史や関係性を考えさせとても興味深い、そして、これらの映画と、「コーヴ」を合わせて観るのは面白いと思うと述べた。名古屋シネマテークでは、『ザ・コーヴ』の上映に合わせ、一本見るだけでは得られない発見があるとして『鯨捕りの海』も同時上映された。また、京都みなみ館でも『鯨捕りの海』は同時期に上映された。

## キャスト
『鯨捕りの海』は記録映画（ドキュメンタリー）であるため、出演者は実在の人物であり、ナレーション（声）に山川建夫のみ登場する。

## スタッフ
- 監督 - 梅川俊明
- 原案 - 山上徹二郎、東陽一
- 製作 - 山上徹二郎、庄幸司郎
- 製作補 - 林三津良
- 撮影 - 一之瀬正史
- 撮影助手 - 谷中重樹
- 録音 - 弦巻裕
- 現場録音 - 奥井義哉
- 録音助手 - 清家利文
- リーレコ - 渡部 豊、永井みち子
- 音楽 - 林英哲（CD『風の宴』より）
- 編集 - 梅川俊明、宮澤誠一
- 編集助手 - 鬼頭政裕、成瀬朋一、上倉 泉、高根沢聡志、池口泰生、剣持 聡
- 機材 - 青木基子、須藤恵司
- タイミング - 松本末男
- 製作応援 - 池上純哉
- コーディネーター - Reiko Makino Dahl
- プロダクションマネージャー - 佐々木正明
- 製作デスク - 鏑木亜樹
- 製作事務局 - 飯塚 聡、松本憲幸、糸山敏和、本田美樹
- ネガ編集 - フィルム・クラフト
- タイトル - 道川プロダクション
- 録音スタジオ - アオイスタジオ
- 資料提供 - 東京国立博物館
- 協力 - C・W・ニコル、鈴木八朗、宮城県牡鹿町、和歌山県太地町、千葉県和田町、外房捕鯨株式会社、(財)日本鯨類研究所

## 関連作品
- 『捕鯨に生きる』 - 『鯨捕りの海』を教育用にリメイクした40分のビデオ作品。ナレーションは大谷直子。1997年度文化庁芸術文化振興基金助成。文部省特選社会教育用ビデオ。[26]